# Уткино (Крым)
У́ткино  (до 1948 года Кучу́к-Бустерчи́; укр. Уткіне, крымскотат. Bosterçi, Бостерчи) — село в Красноперекопском районе Республики Крым, входит в состав Вишнёвского сельского поселения (согласно административно-территориальному делению Украины — Вишнёвского сельского совета Автономной Республики Крым).

## Население
| 2001 | 2014 |
| ---- | ---- |
| 78   | ↘32  |

Всеукраинская перепись 2001 года показала следующее распределение по носителям языка
| Язык             | Процент |
| ---------------- | ------- |
| русский          | 57.69   |
| крымскотатарский | 34.62   |
| молдавский       | 7.69    |

### Динамика численности
| - 1805 год — 80 чел. - 1892 год — 8 чел. - 1915 год — 8 чел. - 1926 год — 90 чел. - 1939 год — 273 чел. | - 1989 год — 32 чел. - 2001 год — 78 чел. - 2009 год — 48 чел. - 2014 год — 32 чел. |

## Современное состояние
На 2017 год в Уткино числится 1 улица — Мира; на 2009 год, по данным сельсовета, село занимало площадь 89 гектаров, на которой в 25 дворах проживало 48 человек.

## География
Уткино — село в центре района, на западном берегу озера Киятское, центр села находится на уровне моря — 0 м. Ближайшие сёла — Зелёная Нива в 0,8 км на юг и Крепкое в 1,5 км на восток, на другом берегу озера. Расстояние до райцентра — около 11 километров (по шоссе), там же ближайшая железнодорожная станция — Красноперекопск (на линии Джанкой — Армянск). Транспортное сообщение осуществляется по региональной автодороге 35Н-291 от шоссе Красноперекопск — Красноармейское (по украинской классификации — С-0-10720).

## История
Первое документальное упоминание села встречается в Камеральном Описании Крыма… 1784 года, судя по которому, в последний период Крымского ханства Ногай-Бактерчи. входил в Кырп Баул кадылык Перекопского каймаканства. После присоединения Крыма к России (8) 19 апреля 1783 года, (8) 19 февраля 1784 года, именным указом Екатерины II сенату, на территории бывшего Крымского Ханства была образована Таврическая область и деревня была приписана к Перекопскому уезду. После Павловских реформ, с 1796 по 1802 год, входила в Перекопский уезд Новороссийской губернии. По новому административному делению, после создания 8 (20) октября 1802 года Таврической губернии, Кучук-Бустерчи был овключён в состав Бустерчинской волости Перекопского уезда.
По Ведомости о всех селениях, в Перекопском уезде состоящих с показанием в которой волости сколько числом дворов и душ… от 21 октября 1805 года, в деревне Бустерчи (была ещё Биюк-Бустерчи) числилось 13 дворов, 77 крымских татар и 3 ясыров. На военно-топографической карте генерал-майора Мухина 1817 года деревня Бустерче обозначена также с 13 дворами. После реформы волостного деления 1829 года Кучук-Бустерчи, согласно «Ведомости о казённых волостях Таврической губернии 1829 года», передали в состав Ишуньской волости (переименованной из Бустерчинской). На карте 1836 года в деревне 24 двора, как и на карте 1842 года.
Согласно «Памятной книжке Таврической губернии за 1867 год», деревня Кучук Бустерчи была покинута жителями в 1860—1864 годах, в результате эмиграции крымских татар, особенно массовой после Крымской войны 1853—1856 годов, в Турцию и оставалась в развалинах.
Вновь, в доступных документах, название встречается после земской реформы 1890 года, в результате которой Кучук-Бустерчи отнесли к Воинской волости. Согласно «…Памятной книжке Таврической губернии на 1892 год», в деревне Кучук-Бустерчи, составлявшей Кучук-Бустерчинское сельское общество, было 8 жителей, домохозяйств не имеющих. В «…Памятной книжке Таврической губернии на 1900 год» Кучук-Бустерчи не записан. По Статистическому справочнику Таврической губернии. Ч.II-я. Статистический очерк, выпуск пятый Перекопский уезд, 1915 год, на хуторе Бустерча (казённый участок) Воинской волости Перекопского уезда числился 1 двор с русским населением в количестве 8 человек приписных жителей, из которых по 4 мужчины и женщины. При хуторе числилось 727 десятин удобной земли, в хозяйстве имелось 6 лошадей.
После установления в Крыму Советской власти, по постановлению Крымревкома от 8 января 1921 года № 206 «Об изменении административных границ» была упразднена волостная система, Перекопский уезд переименовали в Джанкойский, в котором был образован Ишуньский район, в состав которого включили село, а в 1922 году уезды получили название округов. 11 октября 1923 года, согласно постановлению ВЦИК, в административное деление Крымской АССР были внесены изменения, в результате которых округа были отменены, Ишуньский район упразднён и село вошло в состав Джанкойского района. Согласно Списку населённых пунктов Крымской АССР по Всесоюзной переписи 17 декабря 1926 года, в селе Бустерчи I, Ишуньского сельсовета (в котором село состояло до включения в Вишнёвский в 1960-х годах) Джанкойского района, числилось 19 дворов, все крестьянские, население составляло 90 человек, все украинцы. Постановлением ВЦИК от 30 октября 1930 года был восстановлен Ишуньский район и село, вместе с сельсоветом, включили в его состав. Постановлением Центрального исполнительного комитета Крымской АССР от 26 января 1938 года Ишуньский район был ликвидирован и создан Красноперекопский район с центром в поселке Армянск (по другим данным 22 февраля 1937 года). По данным всесоюзной переписи населения 1939 года в селе проживало 273 человека.
С 25 июня 1946 года Кучук-Бустерчи в составе Крымской области РСФСР. Указом Президиума Верховного Совета РСФСР от 18 мая 1948 года, Кучук-Быстричи (или Кучук-Бустерчи) переименовали в Уткино. 26 апреля 1954 года Крымская область была передана из состава РСФСР в состав УССР. В период с 1968 года, когда Уткино ещё числилось в составе Ишуньского сельсовета, по 1977 год село переподчинили Вишнёвскому сельсовету. По данным переписи 1989 года в селе проживало 32 человека. С 12 февраля 1991 года село в восстановленной Крымской АССР, 26 февраля 1992 года переименованной в Автономную Республику Крым. С 21 марта 2014 года в составе Крыма аннексировано Россией.